# Julius Perlis
Julius Perlis (Białystok, 19. siječnja 1880. – Ennstal, 11. rujna 1913.), bio je austrijski šahist.

## Šahovska karijera
Zapažene rezultate ostvario je na manjim turnirima u Austriji, ali i na turniru u Sankt-Peterburgu 1909., gdje je osvojio 7. mjesto te na turniru u San Sebastiánu 1912. godine, gdje je bio peti.

## Smrt
Perlis je preminuo u nesreći u austrijskim alpama, u 34. godini života.